# 黄毛五月茶
黄毛五月茶（学名：Antidesma fordii）为大戟科五月茶属下的一个种。

## 扩展阅读
- 維基物種上的相關：黄毛五月茶